# Ksawery Maszadro
Ksawery Maszadro (ur. 5 lutego 1886 w Ratoszynie, zm. 14 kwietnia 1959 w Londynie) – pułkownik lekarz Wojska Polskiego, kawaler Orderu Virtuti Militari, działacz niepodległościowy.

## Życiorys
Był synem Beonisława i Ksawery z d. Gierałtowskiej. Urodził się w lutym 1886 roku w Ratoszynie (powiat lubelski, gmina Chodel). Uczęszczał do gimnazjum w Lublinie, a następnie uczył się w gimnazjum w Tule, z którego został wydalony. Zdał maturę w Krakowie i następnie studiował medycynę w Collegium Medicum Uniwersytetu Jagiellońskiego. Studia ukończył w roku 1914.
W 1911 był członkiem Sekcji Narciarskiej Towarzystwa Tatrzańskiego. Był członkiem lwowskiego „Sokoła” i Związku Sokołów w Krakowie, które po wybuchu I wojny światowej przystąpiły do Legionów Polskich Józefa Piłsudskiego.
Przed wybuchem I wojny światowej, która doprowadziła, do odzyskania niepodległości Polski, K. Maszadro ochotniczo wstąpił 4 sierpnia 1914 roku do oddziału konnego „Sokoła”, dowodzonego przez Marcelego Jastrzębiec-Śniadowskiego. Od 26 sierpnia był lekarzem oddziału „Beliny” (zob. też ułańska siódemka). W następnych miesiącach został mianowany podporucznikiem lekarzem (Rozkaz nr 126 komendanta Józefa Piłsudskiego, Jakubowice, 9 października 1914; konnica). W następnych miesiącach awansował na porucznika lekarza i lekarza pułkowego 1 pułku ułanów („Beliniacy”). Od 6 lutego do 1 kwietnia 1917 roku wykładał przedmiot „higiena” na kawaleryjskim kursie podoficerskim przy 1 pułku ułanów w Ostrołęce. 16 lipca 1917 roku (zob. kryzys przysięgowy) został zwolniony z Legionów i internowany w Benjaminowie (Białobrzegi), gdzie przebywał do 2 sierpnia 1918 roku. Po zwolnieniu z obozu prowadził praktykę lekarską w Kaliszu. Wstąpił do POW.
W listopadzie 1918 roku zaciągnął się do tworzonego w Lublinie 7 pułku ułanów. W szeregach tego pułku uczestniczył w wojnie polsko-bolszewickiej jako starszy lekarz pułkowy.

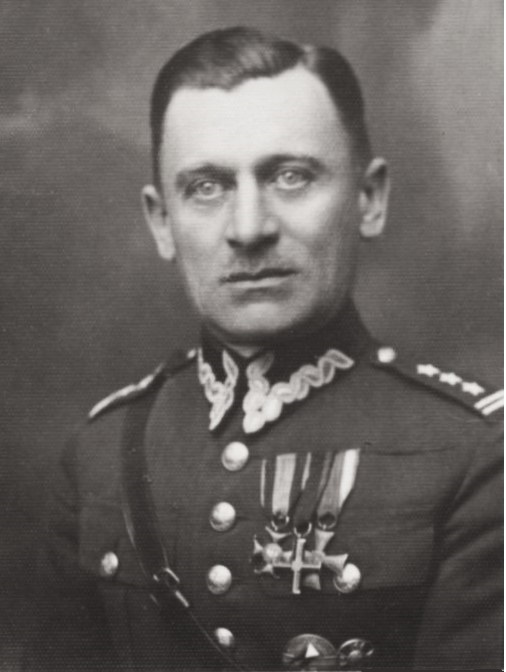
Płk lekarz Ksawery Maszadro (przed 1934)

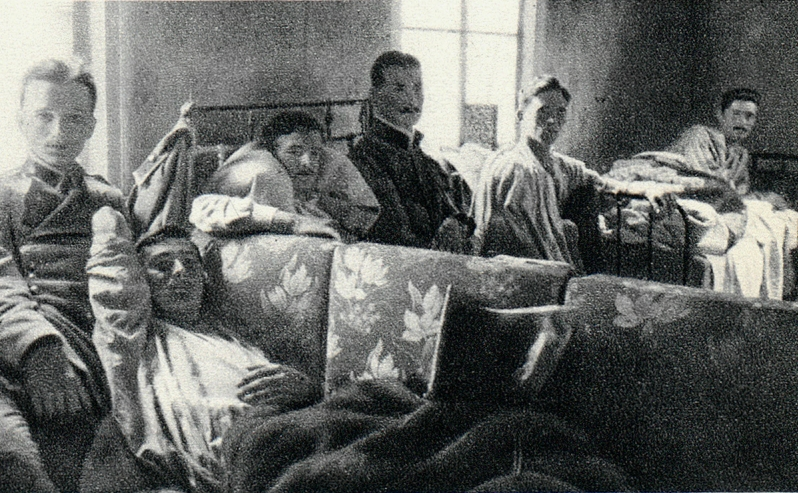
Żołnierze 1 pułku ułanów ranni pod Stobychwą w szpitalu polowym w Kowlu (1915)

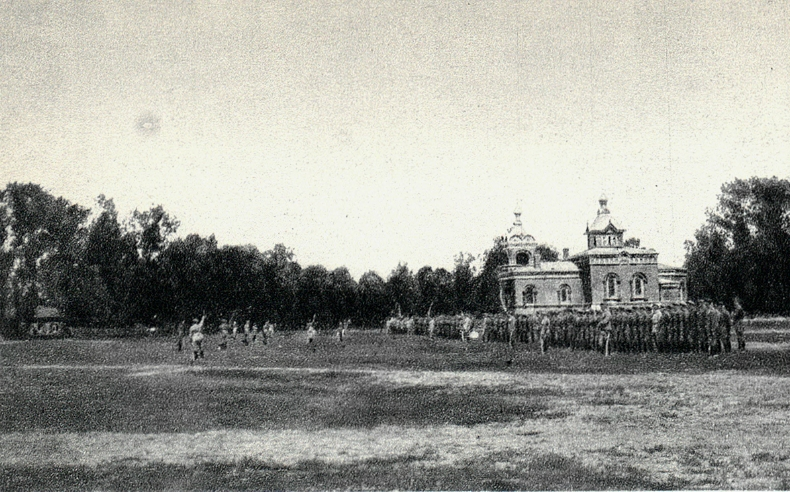
Odmowa złożenia przysięgi w 1 pułku ułanów w lipcu 1917

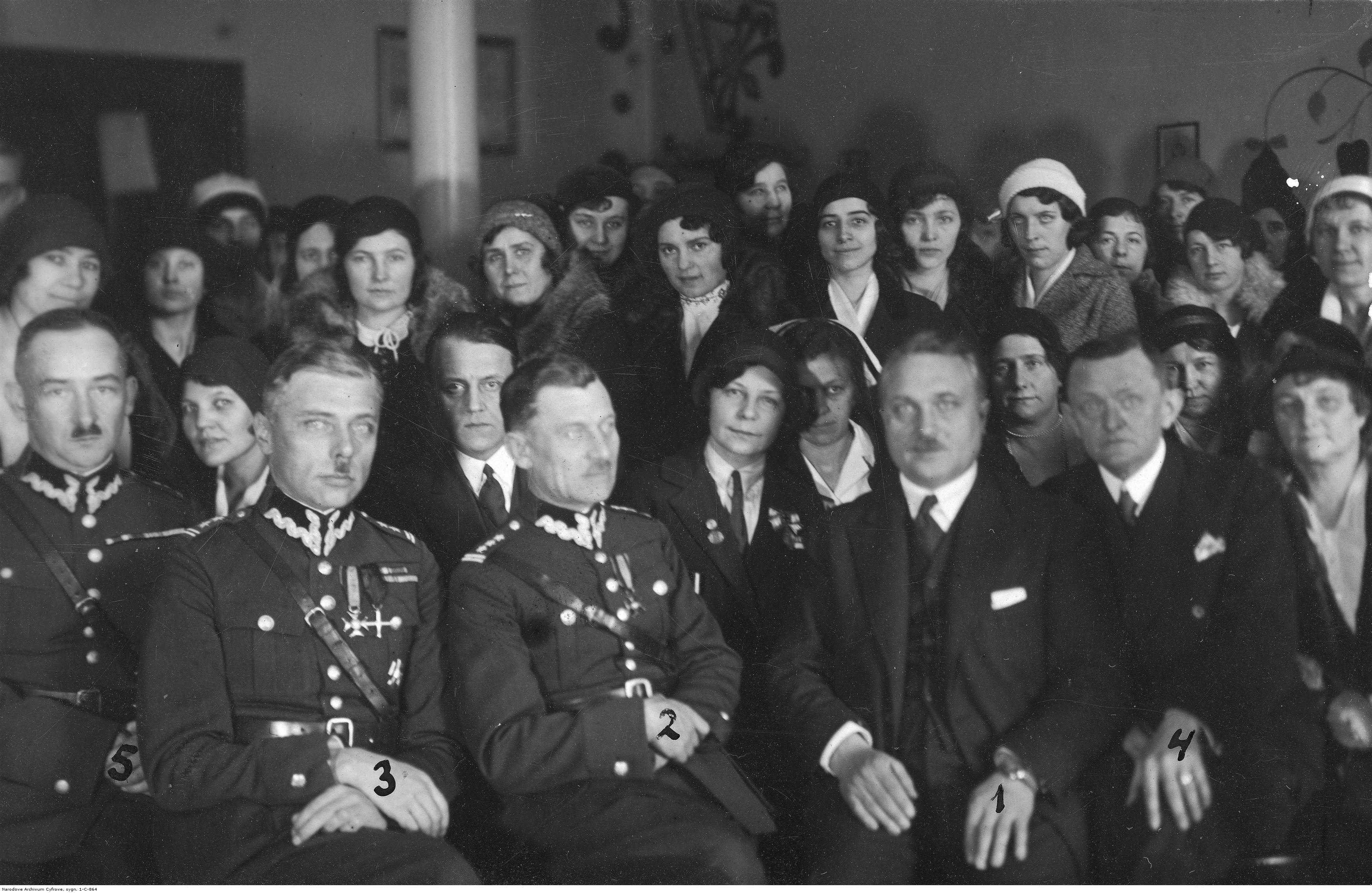
Rozpoczęcie II kursu dla sióstr Pogotowia Sanitarnego PCK w sali konferencyjnej Szpitala Wojskowego w Poznaniu. W pierwszym rzędzie m.in. ppłk dr Teofil Kucharski (3), szef sanitarnego DOK VII płk dr Ksawery Maszadro (2).

Po zakończeniu wojny został awansowany do stopnia podpułkownika lekarza ze starszeństwem z dniem 1 czerwca 1919. W latach 1923–1924 był komendantem Szpitala Rejonowego w Siedlcach, pozostając oficerem nadetatowym 9 Batalionu Sanitarnego w Siedlcach. 31 października 1927 roku ogłoszono jego przeniesienie do 5 Szpitala Okręgowego w Krakowie na stanowisko komendanta szpitala. Został awansowany do stopnia pułkownika lekarza ze starszeństwem z dniem 1 stycznia 1930. W czerwcu 1930 został przeniesiony do Dowództwa Okręgu Korpusu Nr VII w Poznaniu na stanowisko szefa sanitarnego. Był członkiem Towarzystwa Przyjaciół Nauk w Poznaniu. Z dniem 1 lutego 1933 został przeniesiony do Centrum Wyszkolenia Sanitarnego w Warszawie na stanowisko komendanta Szkoły Podchorążych Sanitarnych.
W czasie kampanii wrześniowej był naczelnym szefem służby zdrowia w Kwaterze Głównej Naczelnego Wodza. Ewakuował się do Rumunii, a następnie do Francji, gdzie został komendantem Centrum Wyszkolenia Sanitarnego w Combourg k. Rennes (luty–czerwiec 1940). Po ewakuacji do Wielkiej Brytanii został przydzielony do Stacji Zbornej Oficerów Rothesay. 3 października 1941 roku został przeniesiony do I Dywizjonu Pociągów Pancernych na stanowisko starszego lekarza. Następnie pełnił służbę w Dowództwie Jednostek Wojska w Wielkiej Brytanii na stanowisku szefa sanitarnego.
Po wojnie do Polski nie wrócił. Do czasu przejścia na emeryturę prowadził praktykę ogólnolekarską. Brał udział w społecznym i kulturalnym życiu polskiej emigracji, przede wszystkim w działalności emigranckiego Klubu Szkoły Podchorążych Sanitarnych. Zmarł w Londynie 14 kwietnia 1959 roku.

## Ordery i odznaczenia
- Krzyż Srebrny Orderu Virtuti Militari nr 5406 (17 maja 1922)[21][22]
- Krzyż Niepodległości (12 maja 1931)[23]
- Krzyż Oficerski Orderu Odrodzenia Polski (11 listopada 1936)[24][25]
- Krzyż Walecznych (przed 1928)[26]
- Złoty Krzyż Zasługi (19 marca 1931)[27]
- Medal 10 Rocznicy Wojny Niepodległościowej (Łotwa)[28]
- Odznaka honorowa Stowarzyszenia Meksykańskich Lekarzy Wojskowych (zezwolenie w 1934)[29]